# Comun General de Fascia
Il Comun General de Fascia (nome ufficiale in ladino, in italiano Comunità della Val di Fassa) è un ente locale territoriale la cui costituzione è prevista dall’articolo 8 della legge costituzionale 4 dicembre 2017, n. 1 che ha modificato, in tal senso, l’articolo 102 dello Statuto di autonomia della Regione Trentino-Alto Adige.
Esso comprende 6 comuni, tutti localizzati nella Val di Fassa.

## Quadro normativo
Proprio in virtù della fonte normativa di rango costituzionale che lo prevede, il Comun General de Fascia è un ente locale territoriale ad autonomia politica, che va ad aggiungersi a quelli elencati all’articolo 114 della Costituzione. È, in sostanza, una particolarità all’interno dell’ordinamento della Repubblica.
Nato come ente associativo di comuni, al pari delle altre Comunità di valle della provincia di Trento, e disciplinato con la legge provinciale 16 giugno 2006, n. 3, ha assunto, fin dall’origine, funzioni e caratteristiche particolari, tanto da poter dire avere avuto, già allora, il profilo di un vero e proprio ente locale territoriale. L’autonomia statutaria, la previsione dell’elezione diretta dei suoi organi, la bandiera come simbolo distintivo, le peculiari funzioni e il riconoscimento del carattere rappresentativo della comunità ladina ne facevano, sin da allora, un modello unico. Come si è visto, però, è con la L.cost. 1/2017 che la sua natura di ente locale autonomo viene riconosciuta a tutti gli effetti.
Vale la pena citare testualmente l’articolo 8 della L.cost. 1/2017: «Al Comun General de Fascia, ente  sovracomunale costituito nel territorio coincidente con quello dei comuni di cui all'articolo  48, terzo comma, la regione e la provincia di Trento possono attribuire, trasferire o delegare funzioni amministrative, compiti o attività proprie, rilevanti per la valorizzazione della minoranza linguistica ladina».
Com’è evidente, il Comun General de Fascia non è soltanto un ente locale ma rappresenta di per sé una misura di tutela e di sviluppo della minoranza linguistica. Infatti, il legislatore costituzionale, nel riconoscere al Comun General de Fascia la natura di ente esponenziale della comunità ladina, ha ritenuto che l’attribuzione a questi di una particolare autonomia amministrativa fosse lo strumento fondamentale per la valorizzazione della sua identità.
La disposizione non elenca le competenze che Regione e Provincia possono trasferire al Comun General de Fascia, ma ne lascia agli stessi l’individuazione, con l’unico limite della necessaria strumentalità rispetto al fine di valorizzare la minoranza linguistica ladina. È chiaro, però, che data la molteplicità dei settori dell’azione amministrativa nei quali viene coinvolta la “valorizzazione della minoranza linguistica ladina”, dalle materie più connesse all’uso della lingua e alla cultura, a quelle relative alle dinamiche sociali ed economiche, potenzialmente potrebbero essere trasferite da Regione e Provincia le funzioni amministrative relative a tutte le materie per le quali hanno competenza legislativa.
Tale ente ha un proprio Statuto approvato con apposita Legge Provinciale (L.P. 10 febbraio 2010, n.1).

## Geografia fisica
Il Comun General de Fascia, corrispondente al territorio della Val di Fassa e parzialmente all'alta Val di Fiemme, si colloca  nella parte nord-orientale più estrema della Provincia autonoma di Trento, fra l'Alto Adige e il Veneto, confinando ad ovest e a nord con la provincia autonoma di Bolzano, ad est con la provincia di Belluno, a sud con la comunità di Primiero e la comunità territoriale della Val di Fiemme.
Con i territori anzidetti condivide alcuni dei gruppi dolomitici fra i più famosi e rinomati di tutta la regione quali: Latemar, Catinaccio, Sassolungo, Gruppo del Sella, Marmolada. Tali massicci montuosi segnano fortemente il contesto ambientale locale che presenta un paesaggio con una spiccata connotazione alpina.
L'intera Val di Fassa, infatti, si trova oltre i 1.000 metri di quota e si sviluppa lungo il fiume Avisio, il quale nasce dal ghiacciaio della Marmolada (m. 3.343) e la percorre in tutta la sua lunghezza, lambendo tutti i comuni della valle ovvero: Canazei, Campitello, Mazzin, San Giovanni di Fassa, Soraga di Fassa e Moena. Peraltro, gran parte dell'abitato di Moena e delle sue frazioni Sorte, Penia e Medil si trovano orograficamente nella Val di Fiemme, tanto che il comune stesso fa parte anche della Magnifica Comunità di Fiemme.

### Comuni appartenenti
- Comune: nome italiano (nome ladino)
- Popolazione: dati ISPAT aggiornati al 1º gennaio 2024
- Superficie: dati espressi in Chilometri quadrati (km²)
- Altitudine: dati espressi in Metri sul livello del mare (m s.l.m.)

| Stemma | Comune                          | Popolazione | Superficie | Altitudine |
| ------ | ------------------------------- | ----------- | ---------- | ---------- |
|        | Campitello di Fassa (Ciampedel) | 700         | 25,07      | 1.448      |
|        | Canazei (Cianacei)              | 1832        | 67,22      | 1.465      |
|        | Mazzin (Mazin)                  | 604         | 23,69      | 1.395      |
|        | Moena (Moena)                   | 2537        | 82,70      | 1.184      |
|        | San Giovanni di Fassa (Sèn Jan) | 3581        | 99,82      | 1.382      |
|        | Soraga di Fassa (Soraga)        | 718         | 19,57      | 1.220      |

- Dati Provincia TN, su tuttitalia.it.
- Popolazione al 01-01-2024, su statweb.provincia.tn.it.

## Amministrazione

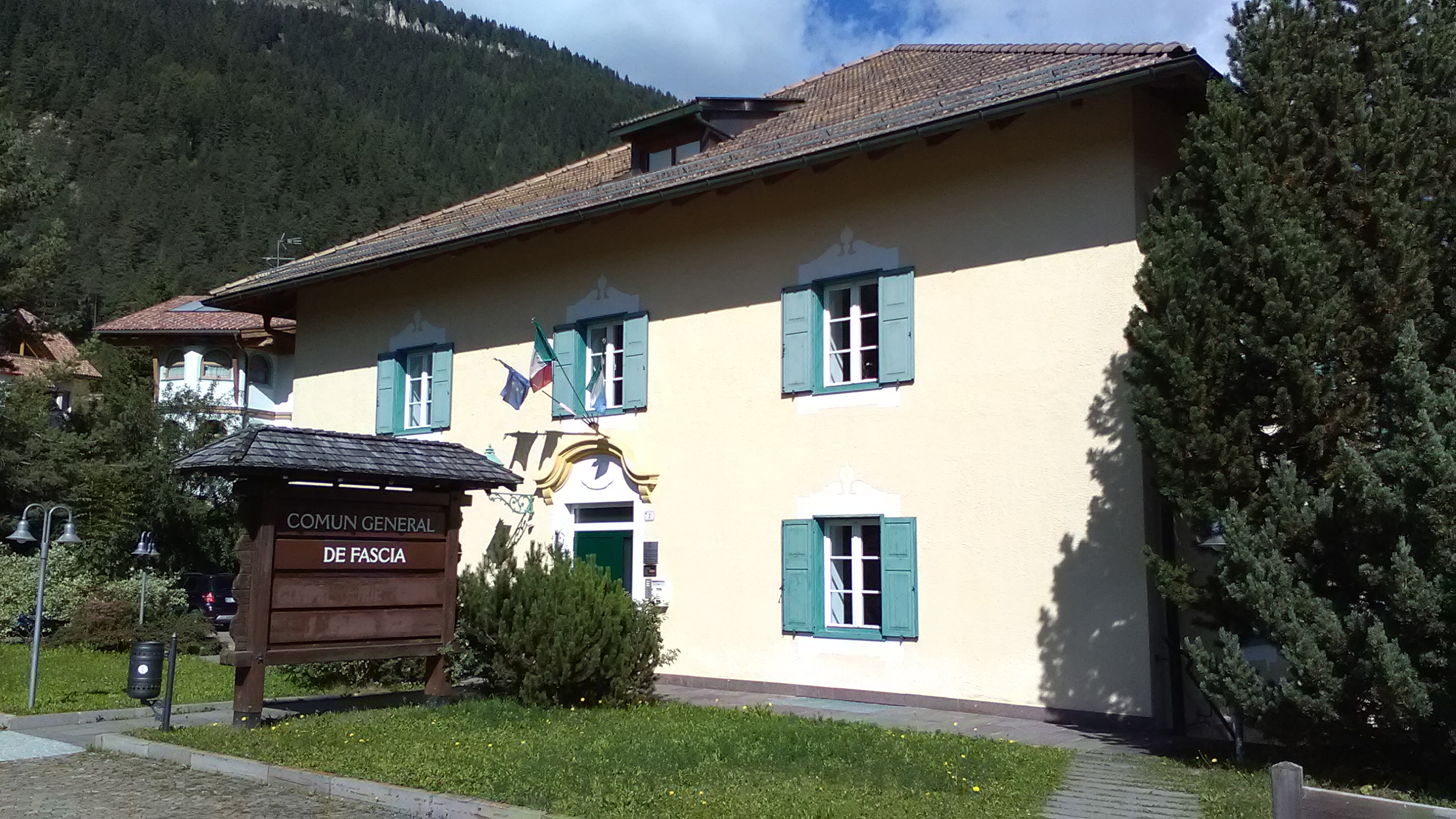
Sede del Comun General de Fascia a San Giovanni di Fassa

Il Comun General de Fascia è composto da quattro organi politico-amministrativi: il Procurador (equivalente al Presidente della Comunità di Valle), che viene eletto direttamente dalla popolazione a suffragio universale, presiede il Consei de Procura (Giunta degli assessori) e il Consei di Ombolc (Assemblea dei sei sindaci della Val di Fassa).
Il Consei General del C.G.F. (consiglio generale – organo assembleare) è invece composto da 29 membri, 16 eletti direttamente dalla popolazione e 12 nominati dai consigli comunali; fa parte di questo organo anche il Procurador. Il Consei General prevede un presidente eletto al proprio interno dalla maggioranza dei suoi componenti, il quale ha il compito di convocare le sedute, organizzare e coordinare i lavori.

### Procurador dal 2010
| Periodo | Periodo   | Procurador        | Partito                          | Carica     | Note  |
| ------- | --------- | ----------------- | -------------------------------- | ---------- | ----- |
| 2010    | 2015      | Cristina Donei    |                                  | Procurador | [ 3 ] |
| 2015    | 2020      | Elena Testor      | Fassa                            | Procurador | [ 4 ] |
| 2020    | 2025      | Giuseppe Detomas  | Uniti Adum per Fascia - Neva UAL | Procurador | [ 5 ] |
| 2025    | in carica | Edoardo Felicetti | Fassa - Autonomia per Fascia     | Procurador | [ 6 ] |

## Assetto amministrativo
- Procurador / Presidente:	Edoardo Felicetti
- Consei General (Consiglio di Comunità):	28 componenti e Procurador
- Consei de Procura / Giunta esecutiva:	Procurador e (fino max.) 6 componenti
- Consei di Ombolc / Assemblea dei Sindaci di valle: Procurador	e 6 sindaci

## Tutela linguistica
Con le modifiche allo statuto speciale del Trentino-Alto Adige della legge costituzionale 4 dicembre 2017, n. 1 il Comun General è stato riconosciuto come ente fondamentale per la valorizzazione della minoranza linguistica ladina.
Oltre alle competenze attribuitegli dalla legge provinciale 16 giugno 2006, n. 3 il Comun General svolge un importante ruolo di valorizzazione della minoranza linguistica ladina. Particolarità dell'ente sono la bandiera come simbolo distintivo e il riconoscimento del carattere rappresentativo della comunità ladina. Anche la legge provinciale 19 giugno 2008, n. 6 ha previsto numerose norme a tutela e promozione della minoranza ladina con riguardo alle funzioni del Comun General di Fassa.

### Appartenenza linguistica
Secondo la rilevazione sulla consistenza e la dislocazione territoriale degli appartenenti alle popolazioni di lingua ladina (RCDT) ISPAT del 2021, la popolazione del Comun General di Fassa è per il 58,4% appartenente alla lingua ladina. Il 93,3% del totale dei rispondenti nella comunità ha dichiarato di comprendere la lingua ladina, il 55,2 di saperla scrivere.

## Simboli
Con la delibera n. 1713/2021 del 15 ottobre 2021, la Giunta provinciale della Provincia autonoma di Trento ha approvato ufficialmente lo stemma del Comun General de Fascia:
Bandiera: la bandiera è quella a sette colori. (Statuto), cioè un drappo a 7 fasce di porpora, verde, bianco, celeste, giallo, azzurro, rosso.

## Idioma
La popolazione locale appartiene all’isola linguistico-culturale della Ladinia, un'area che comprende anche le valli di Gardena, Badia, Livinallongo e Cortina d'Ampezzo, dove viene parlata appunto la lingua ladina. Si tratta di una lingua antica, risalente ai tempi della colonizzazione romana (15 a.C.) tuttora utilizzata dagli abitanti di queste vallate. Oggigiorno la lingua locale assume una valenza sostanziale non solo per la cultura, ma anche per l'affermazione identitaria di questa minoranza linguistica.

## Luoghi d'interesse

### Architetture religiose
Nonostante le antiche e lontane origini, la storia locale non si contraddistingue tanto per la presenza di potenti feudatari o regnanti, ma piuttosto per la forte impronta religiosa e comunitaria, ben rappresentate dalla Pieve di San Giovanni e dalla “Magnifica et Honoranda Comunità di Fassia”. Anche in virtù di tale assetto socio-culturale e probabilmente per le povere condizioni socio-economiche, non si trovano in valle grandi castelli o particolari palazzi signorili. Nei vari paesi tuttavia, anche nelle zone più isolate, si trovano diverse chiese, arricchite con pregevoli affreschi e notevoli opere d’arte, in particolare statue e altari in stile gotico e rinascimentale, testimonianze importanti della cultura artistica locale. Alcune chiese sono molto antiche come la Pieve di San Giovanni – risalente a prima del 1000 d.c. e ritenuta la chiesa madre della comunità - o la chiesa di San Vigilio a Moena – consacrata nell’anno 1164 – oppure ancora la chiesa di Santa Giuliana - citata nei documenti fin dal 1237 ma ben più antica poiché è stata costruita su di un antico luogo di culto preistorico.

### Architetture civili e musei
Presso il Museo ladino di Fassa, a San Giovanni, è possibile approfondire e conoscere le vicende storiche della popolazione ladina fassana. Qui sono conservati antichi reperti preistorici rinvenuti in loco, che testimoniano la presenza umana nell’area dolomitica fin dall'Età del Bronzo (1800 a.C.). Altri ritrovamenti inoltre, risalenti all’Età del Ferro (V. sec. a.C.), recuperati grazie ad appositi scavi archeologici al Col di Pigui presso Mazzin, attestano invece i primi insediamenti umani stanziali in valle. Grazie a tali testimonianze è stata smentita la teoria di coloro che ritenevano molto improbabile una presenza umana permanente nel primo millennio d.c.
Un evento che ha segnato profondamente la popolazione e con essa anche il territorio è stata la Prima Guerra mondiale del 1914-18. Questi furono anni durissimi per la comunità locale che, in un primo momento – 1914 - vide gli uomini arruolati nell’esercito austro-ungarico e mandati a combattere contro l’esercito russo in Galizia (attuali Polonia e Ucraina); mentre l’anno seguente – 1915 - con l’entrata in guerra dell’Italia, si trovò il conflitto praticamente in casa. Tutta la zona orientale, infatti, divenne la prima linea militare: Marmolada, Col Ombert, Cima Uomo, Costabella, San Pellegrino, catena di Lusia e gruppo di Bocche costituirono il fronte, teatro di cruenti scontri e combattimenti e con notevoli disagi per la popolazione fassana. Le zone anzidette presentano ancora oggi i segni della guerra; a Moena, loc. Someda, esiste tuttora un forte militare e sulle montagne anzidette sono ben visibili i camminamenti, le trincee e i resti degli accampamenti costruiti in quegli anni dai poveri militari. Tutto ciò viene riproposto oggi, anche con allestimenti suggestivi, presso la sezione del Museo Ladino a Moena dedicata appunto alla “Gran Vera” (Grande Guerra).

## Infrastrutture e trasporti
È presente una pista ciclabile, che si sviluppa per 36 km tra Castello-Molina di Fiemme e Campitello di Fassa.